# Isra al-Mudallal
Isra al-Mudallal, auch Modallal (arabisch إسراء المدلل, DMG Isrāʾ al-Mudallal; * 1989 oder 1990 in Ägypten), ist eine palästinensische Journalistin. Sie wurde im November 2013 als erste Frau zur Regierungssprecherin der Hamas im Gaza-Streifen ernannt.

## Leben
Isra al-Mudallal wurde als Tochter palästinensischer Flüchtlinge in Ägypten geboren.  Sie wuchs in Gaza auf und zog mit ihren Eltern Anfang des 21. Jahrhunderts nach Großbritannien, wo ihr Vater promovierte. Sie besuchte in Bradford vier Jahre lang das Grange Technology College und spricht daher fließend Englisch mit einem Yorkshire-Akzent. 2004 kehrte die Familie nach Gaza zurück. Ihr Vater arbeitet seither als Hochschullehrer für Politologie und Geschichte an der Islamischen Universität Gaza.
Nach dem Studium der Medienwissenschaften an der Islamischen Universität Gaza arbeitete Isra al-Mudallal als Moderatorin beim Fernsehsender „al-Kitab“, wodurch sie in Gaza bekannt wurde. Obwohl weder sie noch ihre Eltern der Hamas angehören, ernannte die in Konkurrenz zur Fatah-Regierung stehende Hamas-Regierung Isra al-Mudallal im November 2013 zur englischsprachigen Regierungssprecherin. Der 2013 von der Hamas-Führung als Medienminister eingesetzte Ihab al-Ghussein modernisierte den Webauftritt der Hamas, sorgte für eine Präsenz in den sozialen Medien und sieht die Bestellung Mudallals als Mittel, um offener für den Westen zu erscheinen.
Mudallal ist geschieden und wohnt mit ihrer Tochter in Rafah.